# 夫子庙街道
夫子庙街道是中国江苏省南京市秦淮区管辖的一个街道办事处，位于南京的城南地区，北面是秦淮区建康路街道，南面是中华门街道，西为双塘街道。面积2.94平方千米，人口80034人。下辖18个社区：金陵路、四福巷、夫子庙、莲子营、乌衣巷、文德桥、大石坝街、东关头、七里街、新民坊、三条营、中营、转龙巷、马道街、饮虹园、小西湖、白酒坊、江宁路。